# 디아나 요르고바
디아나 흐리스토바 요르고바(불가리아어: Диана Христова Йоргова, 1942년 12월 9일 ~ )는 불가리아의 은퇴한 육상 선수이다. 주 종목은 멀리뛰기로 뮌헨에서 열린 1972년 하계 올림픽 멀리뛰기에서 은메달을 획득했다.

## 생애
요르고바는 1942년에 로베치에서 태어났다. 그녀는 1964년 도쿄 올림픽때 멀리뛰기에서 4위를 했다. 그녀는 1966년 유럽 선수권 대회에서 은메달을 획득했다. 그녀는 1972년 뮌헨 올림픽에서 은메달을 획득했다.